# Retraumatisierung
Retraumatisierung wird eine Wiederholung bzw. erneutes Erleben eines psychischen, seelischen oder mentalen Traumas genannt.
Unterschieden werden Retraumatisierung innerhalb des Alltagslebens und innerhalb des professionellen Umgangs mit traumatisierten Personen. Ersteres kann durch absichtsvolles oder zufälliges Erleben eines Traumas der gleichen Art (z. B. Unfälle, Katastrophen, Vergewaltigung, sexueller Missbrauch) oder durch entsprechende Medienberichte ausgelöst werden. Retraumatisierungen im professionellen Umfeld können durch polizeiliche Ermittlungen, Gerichtsverhandlungen sowie beratende oder therapeutische Maßnahmen erzeugt werden, sind aber von therapeutischen Traumaexpositionen abzugrenzen.
Für die eventuelle Retraumatisierung im professionellen beratenden oder therapeutischen Kontext haben Maercker und Rosner eine Definition formuliert: „Als Retraumatisierung werden Vorgehensweisen bezeichnet, die die Patienten nur emotional belasten und keine nachhaltige Erleichterung verschaffen. In ihrer schlimmsten Form können sie, bedingt durch die mangelnden emotionalen Stabilisierungsmöglichkeiten des Traumatisierten, zu einer lang anhaltenden Verschlechterung führen. In den weniger schwerwiegenden Fällen kommt es zu einer Reaktualisierung des Traumas, die der Betroffene zwar selbst zu bewältigen imstande ist, die aber kurzfristig zu einer Verschlechterung führen kann.“